# 5252 Vikrymov
5252 Vikrymov è un asteroide della fascia principale. Scoperto nel 1985, presenta un'orbita caratterizzata da un semiasse maggiore pari a 2,3734556 UA e da un'eccentricità di 0,1476294, inclinata di 8,60237° rispetto all'eclittica.